# فرانک شیسورن
فرانک شیسورن (فرانسوی: Frank Chiesurin‎؛ زادهٔ ۲۶ نوامبر ۱۹۷۳) بازیگر اهل کانادا است.
از فیلم‌ها یا برنامه‌های تلویزیونی که وی در آن نقش داشته‌است، می‌توان به کیک، با من بخواب، رزیدنت ایول: آخرالزمان و سوتس اشاره کرد.